# 雲丹と栗
「雲丹と栗」（うにとくり）は、ずっと真夜中でいいのに。の楽曲。EMI Recordsより2018年11月14日に各音楽配信サービスにてリリースされた。

## 概要
- 前作「君がいて水になる」と同日のリリースとなった。更に、『サターン』とも同日のリリースとなった。

## 収録内容
| #         | タイトル     | 作詞・作曲 | 編曲      | 時間 |
| --------- | ------------ | ---------- | --------- | ---- |
| 1.        | 「雲丹と栗」 | ACAね      | 100回嘔吐 | 4:32 |
| 合計時間: | 合計時間:    | 合計時間:  | 合計時間: | 4:32 |

## 収録アルバム
- 『正しい偽りからの起床』 (#5)